# Mandach
Mandach é uma comuna da Suíça, situada no distrito de Brugg, no cantão de Argóvia. Tem 5,55 km² de área e sua população em 2018 foi estimada em 341 habitantes.